# チェルスウィック号
チェルスウィック号は、幕末に長州藩から清国経由でヨーロッパに派遣された長州五傑の井上聞多（馨）、遠藤謹助、山尾庸三、伊藤俊輔（博文）、野村弥吉（井上勝）の5名の長州藩士が、横浜を出航をする際に乗った船。
英国ジャーディン・マセソン社（横浜・英一番館）所有の船で、同社のウィリアム・ケズウィック（ウィリアム・ジャーディンの姉の子）によって手配された。